# Брожовский, Борис Львович
Борис Львович (Леонидович) Брожовский (26 июля 1935, Москва, РСФСР, СССР — 14 января 2022, Москва, Россия) — советский и российский оператор-постановщик киностудии «Мосфильм» снявший более 40 фильмов, заслуженный деятель искусств РФ (2000), лауреат Государственной премии СССР (1989) за картину «Холодное лето пятьдесят третьего…».

## Биография
Борис Брожовский родился 26 июля 1935 года в Москве, в семье кинорежиссёра Льва (Леонида) Брожовского и его жены Лидии.
В 1959 году он закончил обучение во Всероссийском государственном институте кинематографии (ВГИК). С 1960 году он работал на советской киностудии «Мосфильм».
Свой первый фильм он снял в 1967 году — это культовая в узких кругах научная фантастика с Андреем Мироновым «Таинственная стена». Следом были фильмы: «Спорт, спорт, спорт» (1970) Элема Климова, «Конец Любавиных» (1971), «Возврата нет» (1973) с Дворжецким и Мордюковой, «Алмазы для Марии» (1975) — где главную роль сыграла Нина Попова, «Комедия давно минувших дней» (1980), в 1972—1982 годах он снял несколько выпусков сатирического киножурнала «Фитиль», затем ещё были «Зачем человеку крылья» (1984), «Сны» (1993), «Чёрная вуаль» (1995), советско-германский сериал «Николай Вавилов» (1990) и другие. Последней работой Брожовского стала комедия с Леонидом Якубовичем и Любовью Полищук «Убить Карпа» — вышедшая в 2005 году.
Самая известная картина оператором-постановщиком которой был Борис Брожовский — это фильм Александра Прошкина «Холодное лето пятьдесят третьего…» (1987), и за этот фильм в 1989 году он стал лауреатом Государственной премии СССР.
В 2001 году ему было присвоено звание заслуженного деятеля искусств РФ.
Президент России Владимир Путин в 2005 году назвал Брожовского талантливым кинооператором, обладающим ярким и самобытным почерком.
Умер 14 января 2022 года. Похоронен на Востряковском кладбище (уч. 6Б).

## Личная жизнь
Его супруга актриса Нина Попова (1945 г.р.).

## Фильмография
Оператор-постановщик фильмов:
- 1967 — Таинственная стена
- 1969 — Память
- 1970 — Спорт, спорт, спорт
- 1971 — Конец Любавиных
- 1972—1982 — Киножурнал «Фитиль» (короткометражные фильмы)
  - 1972 — Покупка | № 121
  - 1972 — Вечер воспоминаний | № 124
  - 1979 — Пена | № 207
  - 1982 — Занимательная арифметика | № 239
  - 1982 — Защитная реакция | № 243
- 1973 — Возврата нет
- 1975 — Алмазы для Марии
- 1977 — Ты иногда вспоминай
- 1978 — Предварительное расследование
- 1980 — Комедия давно минувших дней
- 1983 — Такая жёсткая игра — хоккей
- 1983 — Тревожный вылет
- 1984 — Зачем человеку крылья
- 1986 — В распутицу
- 1986 — Затянувшийся экзамен
- 1987 — Байка
- 1987 — Холодное лето пятьдесят третьего…
- 1990 — Николай Вавилов (6-серийный сериал)
- 1991 — Дом свиданий
- 1991 — Мигранты
- 1992 — Увидеть Париж и умереть
- 1993 — Коппелия (фильм-спектакль)
- 1993 — Роль
- 1993 — Сны
- 1995 — Чёрная вуаль
- 1998 — Судья в ловушке
- 2000 — Новый год в ноябре (сериал)
- 2001 — Люди и тени: Секреты кукольного театра (сериал)
- 2003 — Пятый ангел
- 2004 — Всё начинается с любви
- 2004 — Не все кошки серы…
- 2004 — Тебе, не знавшему меня (сериал)
- 2005 — Убить карпа

## Награды
- 1989 — Лауреат Государственной премии СССР за картину «Холодное лето пятьдесят третьего…».
- 2000 — Заслуженный деятель искусств РФ[7].